# 헤비 오브젝트
《헤비 오브젝트》(ヘヴィーオブジェク, HEAVY OBJECT)는 일본의 작가 카마치 카즈마가 쓰고 나기 료가 삽화를 담당한 라이트 노벨이다. 전격 문고(아스키 미디어 웍스)에서 발행되고 있다.

## 개요
사람들의 바람과 달리, 전쟁이 사라지지 않는 미래. 반복되는 살육 속에서, 기존의 병기(兵器)로는 대응할 수 없는 초거대병기 '오브젝트'가 있는 세계. 주인공 크웬서는 장래에 오브젝트 정비사가 되는 미래를 성취하기 위해, 스스로 전장의 정비기지를 향한다. 그리고 그는, 그곳에서 오브젝트 파일럿으로써 살고 있는 소녀를 만나, 어떤 작전이래로, 질긴 악연인 헤이비아와 함께 맨몸으로 오브젝트에 맞서 싸우는 나날의 막을 연다.

## 등장인물

### 주요 캐릭터
쿠엔서=버보타쥬(クウェンサー＝バーボタージュ)
C.V.:하나에 나츠키
정통왕국 소속. 『평민』의 처지로부터 입신하여, 비교적 유복한 생활을 보낼 수 있는『웨폰엔지니어』를 지향하는 학생.
지원제의 파견유학으로 이 부대에 들어왔다.
본래의 역할인 오브젝트의 정비를 하면서 실전에도 참가하고 있다.
참고로 병과(兵科)는 공병.
적지의 군용탄광에서의 작전에서 몰래다이아몬드를 훔치거나 하는 등 부자가 되는 것에 집착하고 있다.
헤이비어=윈첼(ヘイヴィア＝ウィンチェル)
C.V.:이시카와 카이토
정통왕국 소속. 쿠엔서의 전우로 행동파. 자신이 『귀족』임을 번거롭다고 여기고 있다.
원래는 레이다분석관. 현재는 쿠엔서와 콤비로 행동중.
플로레이티어=카피스트라노(フローレイティア＝カピストラーノ)
C.V.:이토 시즈카
정통왕국 소속. 상기 2명의 상관으로, 일본풍매니아. 거유의 소유자. 쿠엔서와 헤이비아에겐 두려움의 대상이지만, 부하를 챙기는 면도 있다. 그러나, 극도의 세디스트.
미린다=브란티니(ミリンダ＝ブランティーニ)
C.V.:스즈키 에리
정통왕국 제37기동정비대대소속의 오브젝트「베이비 매그넘」의 엘리트. 파일럿인 것 치고는 용모나 말투가 어리다. 통칭, 공주님.
쿠엔서에게 호의를 가지고 있다만, 상황이 상황이거나, 쿠엔서에게 성추행을 당하거나 여러 가지로 보답받지 못하고 있다.

### 정통왕국
상기 이외의 정통 왕국 캐릭터를 기술한다.
아야미=체리블로섬(アヤミ＝チェリーブロッサム)
정통왕국 제37기동정비대대소속 오브젝트 정비주임.「정비병 아줌마」라고 주인공들이 잘따르고 있다.
프라이드 평의원
『정통왕국』의 중역
시 워크스(シーワックス)
보도카메라맨
할리드 코파카버너(ハルリード＝コパカバーナ)
정통왕국 제52기동정비대대소속의 오브젝트의 엘리트.
바이라니=살로노(バイラニー＝サローノ)
정통왕국 제52기동정비대대 최전방척후소대 소속. 계급은 하사.
스터커드=레이론(スタッカート＝レイロン)
버닝 알파의 파일럿
모니카
전장(戦場)아이돌 리포터
샤를로트=즘(シャルロット＝ズーム)
검은 군복의 장교
프라이즈웰=시티=슬릿커(プライズウェル＝シティ＝スリッカー)
정통왕국 제24기동정비대대소속의 오브젝트의 엘리트

### 정보동맹
렌디=파로리트(レンディ＝ファロリート)
계급은 중령.
『정보동맹』의 엘리트.「오호호」하고 웃기 때문에, 쿠엔서들에게 그렇게 불리고 있다.
자신의 나라에서는 국민성(国民性)아이돌로써 활약하고 있다.

### 자본기업
버퍼=프란다스(バッファ＝プランターズ)
계급은 소령클래스. 『정통왕국』으로부터 몇번이고 암살을 시도당하고 있는 인물.

### 그 외의 세력

#### 매스드라이버 재벌
슬래더=허니서클(スラッダー＝ハニーサックル)
세계 유수의 투자가, 매스드라이버 재벌소속의 오브젝트 설계사. 동재벌의 명예회장의 군사(軍事)상담역등 여러 가지 직함을 가진다.

## 용어설명

### 세계관
이 세계에서는 이미 국가연합(UN)이 붕괴하여, 이하 4개의 조직에 의해 세계가 분열되어있다, 또한 이 4가지 조직의 어디에도 속하지 않는 나라가 적지만 존재한다.
또한, 이 세계는 작중에서「깨진 스텐드 글래스」라고 표현하듯이, 각지역이 멋대로 소속하는 조직・세력을 정하고 있어서, 인접하는 어딘가의 지역과는 적국관계라는 일그러진 구조가 발생되어 있다. 주인공들의 대화에 의하면 현재발생하고 있는 전쟁은, 대의명분은 있지만 기본적으로 오브젝트를 효율 좋게 이동하기위한 경로를 확보하는 것을 목적으로 하고 있는 것 같다.
정통왕국
세계적 세력의 일각으로, 주인공들의 소속세력.
『귀족』에게 정치의 실권이 쥐여저있다. 왕족도 있는 것 같지만, 평의회의 권력이 더 강하게 묘사되어 있다.
정보동맹
세계적 세력의 일각
이래저래한 모든 정보를 수집하고 있다. 최종적으로는 목적에 맞는 황목을 검색하나로 끌어내서, 여러 가지 문제에 재빠르게 대처하는 것을 목표로 하고 있다. 그 목표의 달성을 위해, 채용전쟁(採用戦争)에서 패배한 시험기술까지도 정보의 하나로써 모으고 있다.
자본기업
세계적 세력의 일각으로, 이름에도 나타나듯이 모든것이 자본계 기업으로 조직되어있다. 그렇기 때문에, 조직내의 우열은 소유하는 자본의 양에 의해 정해지고 있다. 참고로 일본(동쪽)은 이곳에 소속.
매스드라이버 재벌
자본기업에 소속하는 독립세력. 정확히는 전(前) 자본기업세력이다.
우주개발에 관계하는 기술개발경쟁에서, 실용가능한 양산할 수 있을 정도의 매스드라이버기술을 가지는 곳은 이 곳뿐이라고 되어있어서, 매스드라이버 기술에 의한 우주개발시장의 독점을 노리고 있었다.
하지만, 소속세력인 자본기업이 레이저 방식 궤도 엘리베이터를 골랐기 때문에 자본기업과 적대하는 세력에게 기술을 팔려고 하였다. 그것을 기술 유출이라는 이유로 억제당한 것이 원인이 되어, 일방적으로 자본기업으로부터 이탈한다.
신심조직(信心組織)
세계적 세력의 일각. 다수의 종교단체로 구성되어있다.

### 군사용어
병기 오브젝트에 관해서는 다음 세션에서 설명한다.
엘리트
오브젝트의 조종사를 칭한다.「엘리멘트」라고 불리는 적합조건이 있다. 각 오브젝트에 맞춰 신체, 주로 뇌의 조절을 하고 있기 때문에, 자신의 오브젝트 이외의 오브젝트를 조종할 수는 없다.
JPlevelMHD방식
오브젝트의 동력로에 사용되고 있는 방식. JPlevel은, 석탄을 일단 질척질척하게 녹여서, 구조를 개변해서 재고체화한 것을 연료로써 사용하고 있다.
핸드엑스
정통왕국제의 플라스틱 폭탄, 플라티나보다 높은 단가의 플라스틱폭탄으로, 크웬서는 워터슬라이더 폭파이래, C4가 아닌 이것을 지급받고 있다.

## 오브젝트
본체만으로도 직경 50미터, 포의 길이까지 합하면 그 이상의 사이즈를 자랑하는 신병기(新兵器)로, 작중에서는 전쟁의 대명사로써 취급받고 있다. 기총이나 포탄, 미사일등이 장난감 총취급을 받을 정도로, 차원이 다른 전투력을 가진다. 그렇기 때문에 전쟁에서는 어느쪽의 오브젝트가 강한가, 라는 점에서 승패가 결정된다.
또한, 그 압도적인 방어력과 공격력에 의해「병대가 필요없다.」라고까지 형용되고 있지만, 어디까지나 병기이므로 멘테넌스나 보급이 필요하며, 항상 이동가능한 정비기지와 행동을 함께하고 있다. 그렇기 때문에 오브젝트보다 정비기지를 노리는 적 오브젝트가 등장하곤 한다. 하지만 이것은 일반적으로 "룰 위반" (하지만 엄밀히 정해진 룰은 아니므로, 지킬 의무는 없다,)으로 취급받고 있다.

### 정통국가소속기
베이비 매그넘(ベイビーマグナム)
미린다(공주님)이 조종하는 제1세대 멀티롤형 오브젝트
7개의 주포와 수백개의 부포를 장비하고 있다. 암(arm)에 의해 각각 독립해서 가동하는 주포는 전황에 따라, 레이저, 레일건, 코일건, 하위안정플라즈마포 등의 기능으로 변경하는 것이 가능하다.
방대한 정전기에 의해 지표로부터 부상하여, 역Y자형의 선단을 가진 4개의 다리와 그 끝에서 분무되는 반발제(反発剤)에 의해 고속이동을 행한다.
기체 중핵에 있는 콕피트에는 전자레인지나 마사지 기능까지 장비되어있다.
브라이트 홋퍼(ブライトホッパー)
정통국가의 육전특화형(陸戦特化型) 제2세대 오브젝트
코어의 밑에 부착한 원형의 정전기 발생장치에 의해 기체를 띄워서 박쥐의 다리같은 3개의 유닛에 의해 지면을 차올리며 나아간다.
시속 700~800km로 돌진하는 초고속전투를 콘셉트로 하여, 전병장(全兵装)이 레이저포이다.
인디고플라즈마(インディゴプラズマ)
정통국가의 제2세대 오브젝트
주포는 하위안정식플라즈마포(下位安定式プラズマ砲). 또한 플라즈마에 의해 기폭하는 특수가스를 살포하는 화학보병과의 겸용을 상정하고 있다.
전병장(全兵装)으로부터 이동수단까지 하위안정식플라즈마포를 응용하고 있다.
스노우 크웨이크(スノウクエイク)
정통왕국의 제2세대 오브젝트.
액티브 스렛지(アクティブスレッジ)
정통왕국의 제2세대 오브젝트

### 정보동맹소속기
러쉬 (개틀링033) (ラッシュ（ガトリング033))
정보동맹의 엘리트(오호호)가 탑승하는 제2세대 오브젝트
주포는 2문의 연속빔식 개틀링포.
가동에는 공기압을 이용한 에어쿠션을 사용하여, 고속이동시에는 전기톱처럼 고속회전하는 캐터필터가 지면을 깎으며 가속한다.

### 자본기업소속기
브레이크 캐리어(리조레트) (ブレイクキャリアー（リゾレッテ))
「매스드라이버 재벌」의 오브젝트.
주포는 대형레일건으로, 우주개발기술을 응용한 특수탄체에 의해 마하25로 급강하탄도를 그리며 곡사(曲射)가 가능.

### 심신조직(信心組織)소속기
윙 밸런서 (아크엔젤) (ウィングバランサー（アークエンジェル))
심신조직의 제2세대 오브젝트.
주포는 장사정 고명중률의 소구경 코일건.
극단적인 협만지형에 대응하기 위한 이동수단으로써, 에어쿠션가동에 위한 비약(跳躍)을 행한다. 그 때문에 기체의 하반부는 복잡한 버팀거리구조와 이중동심원형(二重同心円型)(세세한 부채꼴 모양으로 분해되어있다.)의 접지면으로 구성되어, 부포등은 설치되어 있지 않다. 또한 기체후방에는 비약시의 벨런스를 확보하기 위해 4장의 날개형구조체를 붙이고 있다.
워터슬라이더(ウォーターストライダー)
주위환경에 맞춰 특화한 무장,장비를 가진 제2세대의 오브젝트.
빙원을 고속으로 이동하기 위해 소금쟁이처럼 긴 4개의 다리를 가진다.

### 그외의 소속기
0.5세대기
오세아니아군사국의 미완성 오브젝트. 소재을 숨기기위해, 다수의 케터필터가 달린 가스탱크와 같이 운용되고 있다.
주포는 대구경 코일건 1문. 철제의 바퀴로 이동한다.

### 소속불명기
트라이 코어(トライコア)
대륙간 침공용의 해전특화형 제2세대 오브젝트.
정삼각형으로 배치된 3개의 코어와, 바닷속으로 뻗어나가는 장대한 트래스구조(トラス構造)를 가진다.
스텔스 오브젝트(ステルスオブジェクト)
상세불명의 오브젝트. 어떤 방식으로도 위치를 확인할 수 없으므로 붙여진 이름.

## 기간 일람
1. 헤비 오브젝트 （2009년 10월 10일 초판）ISBN 978-4-04-868069-1
2. 헤비 오브젝트 채용전쟁 （2010년 6월 10일 초판）ISBN 978-4-04-868594-8
3. 헤비 오브젝트 거인들의 그림자（2010년 11월 10일 초판）ISBN 978-4-04-870051-1